# Палаты князя Андрея Друцкого
Палаты князя Андрея Друцкого — памятник архитектуры, расположенный в городе Москве.

## История
Здание возведено в XVIII веке.
Согласно сохранившимся сведениям, в начале XVIII века участок, на котором расположены палаты, был куплен князем Петром Ивановичем Кольцовым-Мосальским у боярина Тихона Никитича Стрешнева.
Следующими владельцами особняка стали потомки князя, при которых архитектурное сооружение было расширено.
В 1762 году весь участок с постройками был приобретён князем А. Д. Друцким.
Во время Московского пожара 1812 года каменные палаты сильно пострадали. Его владельцы сменялись один за другим, к числу которых относятся: вдова статского советника А. Г. Рахманова, А. П. Тютчева, московский губернский предводитель дворянства в 1915—1917 гг. П. А. Базилевский, А. А. Казаринова. К 1860 году здание было значительно расширено: появились жилой флигель, хозяйственный корпус, а также нежилые пристройки.
В середине 1920-х годов в особняке находилось отделение Высшего совета народного хозяйства.
В 1950-х здание претерпевает свою первую реконструкцию, во время которой были уничтожены деревянные пристройки, а на их месте возведён новый трёхэтажный жилой дом. В 1970-х годах каменные палаты были отреставрированы: восстановлены фасады и окраска. Интерьеры, к сожалению, остались нетронутыми рукой реставраторов.
В настоящее время в особняке расположено клубное дизайн-пространство "A-House". Палаты князя Андрея Друцкого являются одними из объектов культурного наследия федерального значения.

## Архитектура
Палаты князя Андрея Даниловича Друцкого — один из памятников архитектуры XVIII века. Несмотря на обманчивое впечатление, они имеют два этажа.